# Hässleholms kommun
Hässleholms kommun är en kommun i Skåne län. 

## Administrativ historik
Kommunens område motsvarar socknarna: Brönnestad, Farstorp, Finja, Gumlösa, Häglinge, Hästveda, Hörja, Ignaberga, Matteröd, Norra Mellby, Norra Sandby, Norra Åkarp, Nävlinge, Röke, Stoby, Sörby, Vankiva, Verum, Vinslöv, Vittsjö och Västra Torup. I dessa socknar bildades vid kommunreformen 1862 landskommuner med motsvarande namn. 
Hässleholms municipalsamhälle inrättades 22 januari 1887, vilken upplöstes när den 1901 ombildades till Hässleholms köping som 1914 ombildades till Hässleholms stad. Vinslövs municipalsamhälle inrättades 30 december 1898 till slutet av 1933, vilken upplöstes när den 1934 ombildades till Vinslövs köping. I området fanns även Hästveda municipalsamhälle från 11 mars 1887 till slutet av 1959, Sösdala municipalsamhälle från 17 februari 1893 till slutet av 1966, Bjärnums municipalsamhälle från 16 augusti 1918 till slutet av 1958 samt Tyringe municipalsamhälle från 2 november 1928 till slutet av 1970.
Vid kommunreformen 1952 bildades storkommunerna Bjärnum (av de tidigare kommunerna Norra Åkarp och Vankiva) Hästveda (av Farstorp och Hästveda), Stoby (av Norra Sandby, Ignaberga och Stoby), Sösdala (av Brönnestad, Häglinge, Norra Mellby och Tjörnarp), Tyringe (av Finja, Hörja, Matteröd, Röke och Västra Torup, Vinslöv (av Gumlösa, Nävlinge, Sörby och Vinslöv) samt Vittsjö (av Verum, Vittsjö och Visseltofta) medan Hässleholms stad och Vinslövs köping förblev oförändrade.
Hässleholms kommun bildades vid kommunreformen 1971 av Hässleholms stad och Stoby landskommun. Samtidigt bildades Vinslövs centralkommun av Vinlövs köping och kommuner bildades av storkommunerna: Bjärnum, Hästveda, Sösdala, Tyringe, Vinslöv och Vittsjö. Dessa kommuner införlivades 1974 i Hässleholms kommun dock utan Visseltofta församling i Vittsjö kommun som fördes till Osby kommun.
Kommunen ingår sedan bildandet i Hässleholms tingsrätts domsaga.

## Geografi
Kommunen är med sina 1 269 km2 Skånes största till ytan om man ser till endast landareal (inklusive vattendrag och/eller havsareal är Kristianstads kommun större).
Kommunen gränsar till Perstorps kommun, Örkelljunga kommun, Markaryds kommun, Osby kommun, Östra Göinge kommun, Kristianstads kommun, Hörby kommun, Höörs kommun och Klippans kommun.

### Topografi och hydrografi
I större delen av kommunen består berggrunden av gnejser, medan yngre kalksten från krita (146–65 miljoner år sedan) finns endast i den sydöstra delen. Nävlingeåsens och Matterödsåsens förkastningsbranter samt spricksystem kännetecknar urberget och illustreras väl av den vackra Rökeåns dalgång och Barsjön vid Vedema hall nordväst om centralorten.
I norra delen av kommunen är landskapet flackare och präglas av stora myrområden. I den södra delen finns rester av vulkaner, basaltkupoler, vars näringsrika mark ger upphov till en rik vegetation. Över högsta kustlinjens nivå täcks berggrunden av en näringsfattig morän.
Jordtäcket är generellt tunt och oftast under 10 meter djupt. Områden där isen legat kvar längre under isavsmältningen har idag många småsjöar och kärrmarker med varierande vegetation. Skogen täcker över 60 procent av kommunens yta, där barrskog dominerar i norr och ädellövskog, inklusive vackra hedbokskogar, i söder.
Nedan presenteras andelen av den totala ytan 2020 i kommunen jämfört med riket.
|  | Bebyggelse (7,1 %) |

|  | Skog (69,9 %) |

|  | Öppen myrmark (1,6 %) |

|  | Jordbruksmark (19,0 %) |

|  | Övrig mark (2,4 %) |

|  | Bebyggelse (3,1 %) |

|  | Skog (68,0 %) |

|  | Öppen myrmark (7,2 %) |

|  | Jordbruksmark (7,4 %) |

|  | Övrig mark (14,3 %) |

### Administrativ indelning
Fram till 2016 var kommunen för befolkningsrapportering indelad i 11 församlingar:
| De 11 församlingarna i Hässleholms kommun |
| --- |
| - Farstorps församling - Hässleholms församling - Norra Åkarps församling - Röke församling - Sösdala församling - Tyringe församling - Vankiva församling - Verums församling - Vinslövs församling - Vittsjö församling - Västra Torups församling |

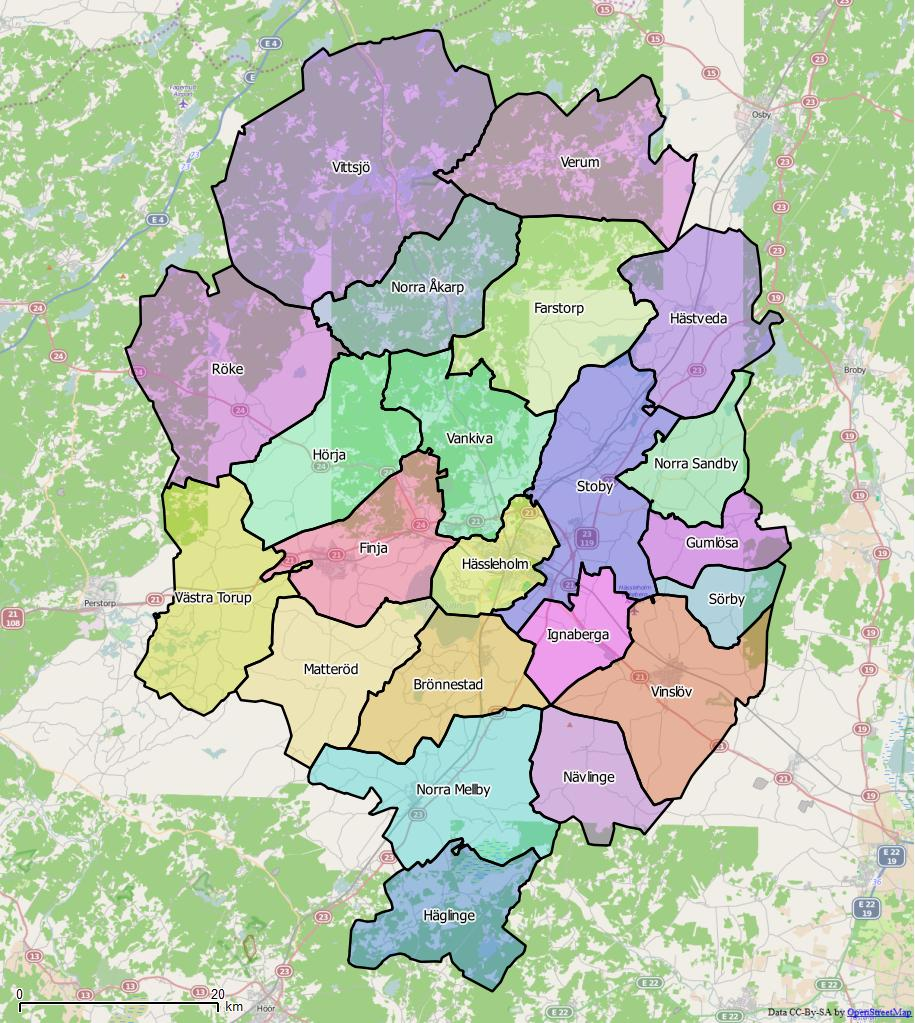
Distrikt (socknar) inom Hässleholms kommun

Från 2016 indelas kommunen i 22 distrikt, vilka motsvarar de tidigare socknarna :
| De 22 distrikten i Hässleholms kommun |
| --- |
| - Brönnestad - Farstorp - Finja - Gumlösa - Häglinge - Hässleholm - Hästveda - Hörja - Ignaberga - Matteröd - Norra Mellby - Norra Sandby - Norra Åkarp - Nävlinge - Röke - Stoby - Sörby - Vankiva - Verum - Vinslöv - Vittsjö - Västra Torup |

### Tätorter
Det finns 17 tätorter i Hässleholms kommun.
I tabellen presenteras tätorterna i storleksordning efter befolkning 2015. Centralorten är i fet stil.
|    | Tätort      | Befolkning |
| -- | ----------- | ---------- |
| 1  | Hässleholm  | 19 309     |
| 2  | Tyringe     | 4 712      |
| 3  | Vinslöv     | 3 989      |
| 4  | Bjärnum     | 2 755      |
| 5  | Sösdala     | 1 808      |
| 6  | Vittsjö     | 1 787      |
| 7  | Hästveda    | 1 693      |
| 8  | Sjörröd     | 1 169      |
| 9  | Tormestorp  | 1 043      |
| 10 | Stoby       | 729        |
| 11 | Finja       | 616        |
| 12 | Vankiva     | 374        |
| 13 | Ballingslöv | 328        |
| 14 | Emmaljunga  | 268        |
| 15 | Mala        | 230        |
| 16 | Hörja       | 206        |
| 17 | Röke        | 204        |

## Styre och politik

### Styre
Kommunvalet 2014 resulterade i att det moderatledda styret i Hässleholm förlorade sin majoritet. Sverigedemokraterna gick starkt framåt och blev näst största parti i kommunfullmäktige medan Moderaterna tappade nära hälften av sitt väljarstöd jämfört med 2010. Valutgången skapade ett osäkert politiskt läge i kommunen. Det politiska styret togs över av Socialdemokraterna tillsammans med Centerpartiet, Miljöpartiet och Vänsterpartiet. Konstellationen saknade dock egen majoritet i fullmäktige. I november 2016 ledde det till att oppositionen kunde besegra den styrande minoritetens budget och fullmäktige antog istället Moderaternas, Kristdemokraternas och Liberalernas budgetförslag. Budgetnederlaget ledde till att de styrande partierna lämnade sina kommunalråds- och ordförandeposter. 
I februari 2017 blev maktskiftet i Hässleholm uppmärksammat i nationell och utländsk media då Moderaternas, Kristdemokraternas och Liberalernas företrädare valde att rösta på Sverigedemokraternas kandidater till posterna som förste vice ordförande i kommunens styrelser och nämnder. Beslutet av de tre borgerliga partierna att aktivt och öppet stödja Sverigedemokraterna sågs av många som ett stort steg i en normalisering av partiet och beskrevs bland annat som en sensation och som en islossning för SD.
Efter valet 2022 blev det återigen ett maktskifte där den tidigare Kärnalliansen bestående av Moderaterna, Kristdemokraterna och Liberalerna blev det minsta blocket. Moderaterna och Kristdemokraterna inledde breda samtal men kom efter en kort tid vidare med Sverigedemokraterna, som ökade markant i valet. I början av oktober 2022 stod det klart att ett nytt majoritetsstyre bestående av Sverigedemokraterna, Moderaterna och Kristdemokraterna i valtekniskt samarbete med Folkets väl stod klart. Sverigedemokraternas Hanna Nilsson tog därmed över posten som kommunstyrelsens ordförande, följt av Moderaternas Lina Bengtsson som förste vice ordförande. Det nya blå-gula styret höll 32 mandat i kommunfullmäktige och var därför den största konstellationen.
Våren 2023 mötte det nya styret stora utmaningar efter att Hanna Nilsson blev inspelade när hon gjort olämpliga uttalande om politiker och tjänstemän. Det hela började med att Nilsson anmälde kommuninvånaren för att ha försökt hota henne och en partikollega för att få kommunen att köpa vikingabyn som kommunen länge varit i konflikt med.
Kommuninvånaren hävdade bland annat att Hanna Nilsson försökt anlita honom och ytterligare en person för att utöva påtryckningar mot en privatperson som överklagat ett kommunalt beslut, där kommunen skulle köpa äldreboendet Björksäter. 
Avslöjandet utlöste en parlamentarisk kris där samarbetspartierna Moderaterna och Kristdemokraterna uttalade avgångskrav för att samarbetet skulle kunna fortsätta, något som inledningsvis Sverigedemokraterna inte var intresserade av. Efter misslyckade försök att nå en kompromiss sökte Moderaterna och Kristdemokraterna ett nytt brett styre med övriga partier, något som tidigt föll.
Efter en kort tid av status quo uppdagades det att Socialdemokraterna och Moderaterna efter nya förhandlingar hittat varandra och valt att gå vidare i ett nytt minoritetsstyre stöttat av Vänsterpartiet, Centerpartiet, Miljöpartiet och Liberalerna. Detta medförde att Kristdemokraterna och Sverigedemokraterna hamnar i opposition och tappar den delade makten i kommunen. Något de båda partierna kritiserade som ett stort svek mot vad Hässleholms kommuninvånare hade röstat i valet. 
Beslut och val av ny kommunstyrelse togs den 15 maj 2023 där Lena Wallentheim valdes till kommunstyrelsens ordförande och Lina Bengtsson till förste vice ordförande.

### Kommunfullmäktige

#### Presidium
| Presidium 2022–2026    | Presidium 2022–2026 | Presidium 2022–2026 |
| ---------------------- | ------------------- | ------------------- |
| Ordförande             | M                   | Erik Berg           |
| Förste vice ordförande | S                   | Irene Nilsson       |
| Andre vice ordförande  | SD                  | Patrik Jönsson      |

#### Mandatfördelning 1970–2022
|  | 20 | 9 | 9 | 2 | 6 |

| 41 |

|  | 22 | 22 | 6 |  | 8 |

| 54 |

| 22 | 19 | 8 |  | 10 |

| 53 |

|  | 23 | 16 | 7 |  | 12 |

| 51 | 10 |

| 25 | 15 | 4 |  | 15 |

| 46 | 15 |

|  | 24 | 12 | 8 |  | 13 |

| 48 | 13 |

|  | 24 | 3 | 12 | 6 |  | 12 |

| 46 | 15 |

| 20 |  | 4 | 10 | 5 | 6 | 14 |

| 47 | 14 |

|  | 26 | 3 | 10 | 4 | 4 | 12 |

| 41 | 20 |

| 4 | 20 |  | 3 | 9 | 3 | 8 | 12 |

| 42 | 19 |

| 3 | 21 |  | 5 | 8 | 5 | 7 | 10 |

| 37 | 24 |

|  | 20 |  | 4 | 4 | 7 | 4 | 5 | 13 |

| 39 | 22 |

|  | 18 | 4 | 9 |  | 5 | 3 | 4 | 14 |

| 40 | 21 |

|  | 20 | 4 | 14 |  | 4 | 3 | 4 | 8 |

| 36 | 25 |

|  | 15 |  | 16 | 4 | 5 | 3 | 4 | 10 |

| 33 | 28 |

| 4 | 14 |  | 18 | 3 | 3 | 3 | 4 | 10 |

| 34 | 27 |

### Nämnder

#### Kommunstyrelse
Kommunstyrelsens består av tretton ledamöter och tretton ersättare som är utsedda av kommunfullmäktige. Under kommunstyrelsen finns det två utskott, kommunstyrelsens arbetsutskott och personalutskott.
| Presidium 2023–2026    | Presidium 2023–2026 | Presidium 2023–2026 |
| ---------------------- | ------------------- | ------------------- |
| Ordförande             | S                   | Lena Wallentheim    |
| Förste vice ordförande | M                   | Lina Bengtsson      |
| Andre vice ordförande  | SD                  | Hanna Nilsson       |

#### Lista över kommunstyrelsens ordförande
| Namn | Namn                    | Tillträdde       | Avgick           |
| ---- | ----------------------- | ---------------- | ---------------- |
|      | Helle Andreasson (FP)   | 1 januari 1971   | 31 december 1973 |
|      | Åke Brink (C)           | 1 januari 1974   | 30 oktober 1979  |
|      | Arvid Jönsson (C)       | 1 januari 1980   | 17 augusti 1988  |
|      | Karl-Erik Almquist (M)  | 18 augusti 1988  | 31 december 1988 |
|      | Lennart Jönsson (S)     | 1 januari 1989   | 31 december 1991 |
|      | Christina Ivarsson (M)  | 1 januari 1992   | 31 december 1994 |
|      | Bengt Andersson (S)     | 1 januari 1995   | 31 juli 2006     |
|      | Tommy Nilsson (S)       | 1 augusti 2006   | 31 december 2006 |
|      | Bo-Anders Thornberg (M) | 1 januari 2007   | 31 januari 2009  |
|      | Urban Widmark (M)       | 1 februari 2009  | 3 februari 2013  |
|      | Pär Palmgren (M)        | 25 februari 2013 | 31 december 2014 |
|      | Lena Wallentheim (S)    | 1 januari 2015   | 28 februari 2017 |
|      | Pär Palmgren (M)        | 1 mars 2017      | 12 februari 2018 |
|      | Lars Johnsson (M)       | 12 februari 2018 | 17 oktober 2022  |
|      | Hanna Nilsson (SD)      | 17 oktober 2022  | 15 Maj 2023      |
|      | Lena Wallentheim (S)    | 15 maj 2023      |                  |

#### Övriga nämnder
| Nämnd                           | Ordförande | Ordförande        | Vice ordförande | Vice ordförande     | Andre vice ordförande | Andre vice ordförande |
| ------------------------------- | ---------- | ----------------- | --------------- | ------------------- | --------------------- | --------------------- |
| Arbetsmarknadsnämnden           | S          | Meta Jarl         | M               | Axel Johnsson       | SD                    | Jens Lindholm         |
| Barn- och utbildningsnämnden    | M          | Stefan Larsson    | S               | Joachim Fors        | SD                    | Hanna Sjöstrand       |
| Kultur- och fritidsnämnden      | S          | Connie Asterman   | M               | Margreth Segerstein | KD                    | Simon Berneblad       |
| Miljö- och stadsbyggnadsnämnden | M          | Bo Persson        | S               | Ann Olausson        | SD                    | Paul Thurn            |
| Omsorgsnämnden                  | S          | Christer Welinder | M               | Ann Persson         | SD                    | Susanne Lottsfeldt    |
| Socialnämnden                   | S          | Lena Nilsson      | M               | Jörgen K Nilsson    | SD                    | Emelie Ströberg       |
| Tekniska nämnden                | M          | Urban Widmark     | S               | Benny Petersson     | SD                    | Ulf Berggren          |
| Valnämnden                      | S          | Christer Welinder | KD              | Christer Caesar     |                       |                       |

### Vänorter
Kommunen hade 2024 vänortsavtal med tre orter:
- Darłowo, Polen
- Eckernförde, Tyskland
- Nykøbing, Danmark

Aktivt vänortssamarbete bedrevs endast med tyska Eckernförde.

## Ekonomi och infrastruktur

### Näringsliv
Offentliga verksamheter, tillverkningsindustrin och handeln utgör de viktigaste näringarna i kommunen. Offentlig sektor domineras av Region Skåne och kommunen själv, medan tillverkningsindustrin är framträdande inom möbel-, trä- och verkstadssektorn.
Bland de största företagen återfinns Ballingslöv AB som specialiserar sig på köks- och badrumsinredningar och Backer BHV AB som tillverkar elektriska rörelement. I centralorten finns Bergendahl Food AB, en detaljhandelsfirma, och Finja Prefab AB som producerar betong och byggkomponenter. Inom möbeltillverkning sticker Dux Industrier AB och Hilding Anders AB ut som betydande aktörer.

### Infrastruktur

#### Transporter
Kommunen är korsad av flera viktiga transportförbindelser. Södra stambanan passerar genom kommunen och i centralorten Hässleholm finns anslutningar till järnvägslinjer som leder mot Helsingborg, Kristianstad och Markaryd. Dessutom går riksvägarna 21, 23 och 24 genom kommunen och den är även korsad av länsvägarna 117 och 119.

## Befolkning

### Demografi

#### Befolkningsutveckling
| Befolkningsutvecklingen i Hässleholms kommun 1970–2020 | Befolkningsutvecklingen i Hässleholms kommun 1970–2020 | Befolkningsutvecklingen i Hässleholms kommun 1970–2020 | Befolkningsutvecklingen i Hässleholms kommun 1970–2020 | Befolkningsutvecklingen i Hässleholms kommun 1970–2020 |
| --- | ------------------------------------------------------ | ------------------------------------------------------ | ------------------------------------------------------ | ------------------------------------------------------ |
| |                                                        |                                                        |                                                        |                                                        |
| År |                                                        |                                                        | Folkmängd                                              |                                                        |
| 1970 | 1970                                                   |                                                        | 46 602                                                 |                                                        |
| 1975 | 1975                                                   |                                                        | 48 339                                                 |                                                        |
| 1980 | 1980                                                   |                                                        | 48 854                                                 |                                                        |
| 1985 | 1985                                                   |                                                        | 48 446                                                 |                                                        |
| 1990 | 1990                                                   |                                                        | 49 106                                                 |                                                        |
| 1995 | 1995                                                   |                                                        | 49 790                                                 |                                                        |
| 2000 | 2000                                                   |                                                        | 48 580                                                 |                                                        |
| 2005 | 2005                                                   |                                                        | 49 148                                                 |                                                        |
| 2010 | 2010                                                   |                                                        | 50 107                                                 |                                                        |
| 2015 | 2015                                                   |                                                        | 51 048                                                 |                                                        |
| 2020 | 2020                                                   |                                                        | 52 010                                                 |                                                        |
| Anm: Uppgifterna avser förhållandena den 31 december enligt den kommunala indelningen den 1 januari året efter. Hässleholms kommun utökades den 1 januari 1974. Siffran för 1970 avser befolkningen för kommunens nuvarande område. |                                                        |                                                        |                                                        |                                                        |

#### Utländsk bakgrund
Den 31 december 2015 utgjorde antalet invånare med utländsk bakgrund (utrikes födda personer samt inrikes födda med två utrikes födda föräldrar) 9 086, eller 17,89 % av befolkningen (hela befolkningen: 51 048 den 31 december 2015). Den 31 december 2002 utgjorde antalet invånare med utländsk bakgrund enligt samma definition 4 819, eller 9,93 % av befolkningen (hela befolkningen: 48 536 den 31 december 2002).
| Bakgrund den 31 december 2015                 | Antal  | Andel   | Varav män | Kvinnor |
| --------------------------------------------- | ------ | ------- | --------- | ------- |
| Utrikes födda                                 | 7 212  | 14,13 % | 3 611     | 3 601   |
| Inrikes födda med två utrikes födda föräldrar | 1 874  | 3,67 %  | 930       | 944     |
| Inrikes födda med en inrikes född förälder    | 2 766  | 5,42 %  | 1 436     | 1 330   |
| Inrikes födda med två inrikes födda föräldrar | 39 196 | 76,78 % | 19 700    | 19 496  |

#### Invånare efter de vanligaste födelseländerna
Denna tabell redovisar födelseland för Hässleholms kommuns invånare enligt den statistik som finns tillgänglig från Statistiska centralbyrån (SCB). SCB redovisar endast födelseland för de fem nordiska länderna samt de 12 länder med flest antal utrikes födda i hela riket. En person som inte kommer från något av de här 17 länderna har istället av SCB förts till den världsdel som födelselandet tillhör. Personer födda i Sovjetunionen samt de personer med okänt födelseland är också medtagna i statistiken.
| Födelseland      | Födelseland                       | Födelseland |
| ---------------- | --------------------------------- | ----------- |
| 31 december 2016 |                                   |             |
| 1                | Sverige                           | 43 753      |
| 2                | Europeiska unionen: Övriga länder | 1 172       |
| 3                | Syrien                            | 1 167       |
| 4                | Asien: Övriga länder              | 949         |
| 5                | Polen                             | 682         |
| 6                | Danmark                           | 612         |
| 7                | Irak                              | 592         |
| 8                | / SFR Jugoslavien/FR Jugoslavien  | 518         |
| 9                | Europa utom EU: Övriga länder     | 341         |
| 10               | Bosnien och Hercegovina           | 326         |
| 11               | Finland                           | 232         |
| 12               | Afrika: Övriga länder             | 202         |
| 13               | Afghanistan                       | 189         |
| 13               | Tyskland                          | 189         |
| 15               | Sydamerika                        | 131         |
| 16               | Thailand                          | 122         |
| 17               | Nordamerika                       | 107         |
| 18               | Eritrea                           | 81          |
| 18               | Norge                             | 81          |
| 18               | Turkiet                           | 81          |
| 21               | Iran                              | 63          |
| 22               | Island                            | 35          |
| 23               | Okänt födelseland                 | 15          |
| 24               | Sovjetunionen                     | 12          |
| 25               | Somalia                           | 8           |
| 26               | Oceanien                          | 7           |

## Kultur

### Kommunsymboler

#### Kommunvapen
Blasonering: En sköld av guld med ett grönt andreaskors, åtföljt av fyra nötklasar av samma färg.
Vapnet fastställdes för Hässleholms stad den 25 september 1920 av Kungl. Maj:t (regeringen). Andreaskorset syftar på järnvägsknuten som växte upp efter 1860 och hasselnötsklasarna anknyter till ortnamnet. Man valde att 1974 låta registrera stadsvapnet oförändrat för den nya kommunen.

#### Kommunfågel

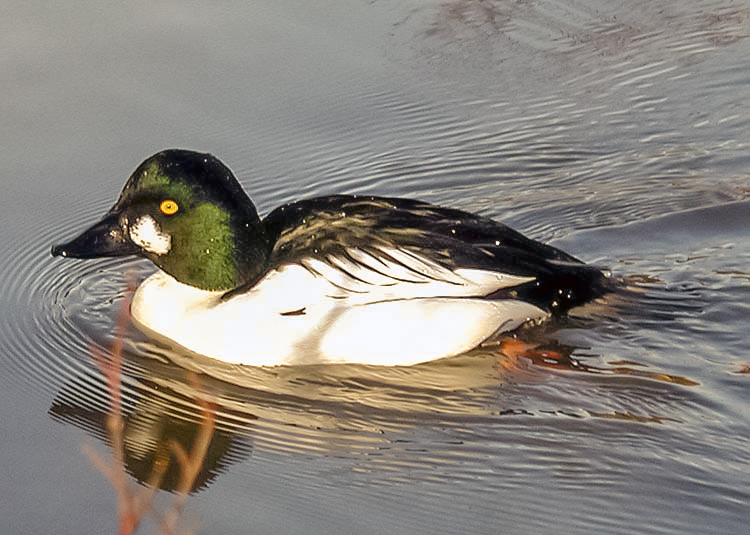
Knipan är Hässleholms kommunfågel.

Knipan är Hässleholms kommunfågel. Den blev en symbol för kommunen 1990 då Skånes Ornitologiska Förening tilldelade denna till kommunen.

### Sport
I Hässleholms kommun finns idrottsföreningar inom en rad idrotter. 

#### Fotboll
Den största fotbollsframgången är Vittsjö GIK som 2014 gör sin tredje raka säsong i Damallsvenskan. I herrfotbollen nåddes den största framgången när IFK Hässleholm kvalade till Allsvenskan hösten 1993. 2016 spelade både Hässleholms IF och IFK Hässleholm i division 2.
Föreningar som har både en herr- och en damsektion är Tyringe IF, Vinslövs IF, Bjärnums GoIF, Sösdala IF, Vittsjö GIK, Hästveda IF, Vankiva IF, Röke IF, Nävlinge IF och Farstorps GoIF.
Föreningar som enbart har en herrsektion är Hässleholms IF, IFK Hässleholm, Finja IF, Ballingslövs GoIF, Hörja IF, Västra Torups IF, Hässleholms Freeflow, Jägersborgs IF och Mala IF. Sedan våren 2013 är Verums GoIF och Ignaberga IF vilande och deltar inte i seriespel.
Den enda renodlade damfotbollsföreningen är FC Hessleholm som spelar i division 3.

#### Ishockey
Tyringe SoS är kommunens enda hockeylag och spelar säsongen 2016/2017 i division 1. 2010 lade Hässleholms HK Dragons ner sin verksamhet.

#### Handboll
Vinslövs HK ligger högst upp i seriesystemet, då de spelar i division 1 med både sitt herr- och damlag. Övriga handbollsföreningar i kommunen är Bjärnums HK.

#### Innebandy
Röke IBK kvalade våren 2004 till Elitserien, som då var högsta serien i innebandy. Den andra innebandyföreningen i kommunen är Emmaljunga GoIF. Såväl Röke som Emmaljunga har både herr- och damsektion.

#### Brottning
I Hässleholms kommun finns flera brottarföreningar som genom åren haft stora framgångar. Dessa är BK Ore i Vinslöv, Ballinglövs BK, BK Trim i Bjärnum och Hästveda BK. Brottning på ungdomssidan finns även i form av BK Velo i Hässleholm, Sösdala BK samt Tyringe Atlet och BK.